# Ryan Larkin
Pour les articles homonymes, voir Larkin.
Ryan Larkin, né le 31 juillet 1943 à Montréal et mort le 14 février 2007 à Saint-Hyacinthe, est un réalisateur de films d'animation canadien.

## Biographie
Il commence sa carrière à l'Office national du film du Canada (ONF) dans les années 1960 sous la gouverne de Norman McLaren. Il était considéré comme étoile montante dans l'univers de l'animation avant de vivre des années difficiles en raison de problèmes de drogue et d'alcool qui le réduisent à la mendicité.
Chris Landreth lui consacre en 2004 un court-métrage, Ryan, qu'il définit comme un documentaire animé évoquant brièvement le parcours de l'artiste et son choix de vie décalé. Le film remporte l'Oscar du meilleur court-métrage d'animation.
Avant sa mort, survenue des suites d'un cancer du poumon, Larkin travaillait avec la productrice Laurie Gordon sur un film d'animation, intitulé Spare change au sujet de son expérience de mendiant sur le boulevard Saint-Laurent, à Montréal. Il apparaît comme son propre personnage, quelques jours seulement après avoir appris être atteint d'un cancer du poumon, dans le documentaire Chez Schwartz de Garry Beitel, consacré au célèbre restaurant Schwartz's de la rue Saint-Laurent en face duquel, justement, Larkin avait l'habitude de mendier.

## Filmographie
- 1965 : Syrinx (2 min 54 s) - Fusain, sable, poudres
- 1967 : Citérama (1 min 28 s)
- 1968 : Walking (en) (5 min 6 s) - Dessin sur papier
- 1972 : Street Musique (en) (8 min 45 s) - Dessin sur papier[1]
- 2008 : Spare change (7 min 5 s)

## Honneurs
- 1968 - Nommé pour les Oscars, Walking.